# Vega (zvezda)
Vega (α Lyr, α Lyrae, Alfa Lire) je najsvetlejša zvezda v ozvezdju Lire (latinsko Lyrae), 5. najsvetlejša zvezda na nočnem nebu in 2. najsvetlejša na severni nebesni polobli, za Arkturjem. Je zelo blizu Osončju (25 svetlobnih let), in, skupaj z Arkturjem in Sirijem, ena najbolj svetlih zvezd v Sončevi soseski.

## Ime
Ime Wega (pozneje Vega) prihaja iz približne transkripcije arabske besede wāqi‘, ki pomeni »padati« ali »pristati«, preko fraze an-nasr al-wāqi‘, »padajoči orel«. Ime nima nobene povezave s slovenskim znanstvenikom Jurijem Vego.